# Richard P. Kinkade
Richard Paisley Kinkade (* 1939 in Los Angeles; † 15. Mai 2020) war ein US-amerikanischer Romanist.

## Leben
Er erwarb den BA in Geschichte an der Yale University 1960 und den Ph.D. in Spanisch an Yale University 1965. Er war Professor für romanische Sprachen an der Emory University (1971–1977), Professor und Leiter der Abteilung für Romanistik und klassische Sprachen der University of Connecticut (1977–1982) und Professor für Spanisch und Portugiesisch an der University of Arizona (1982–2018).

## Schriften (Auswahl)
- Los Lucidarios españoles. Madrid 1968, OCLC 253998195.
- mit John Esten Keller: Iconography in medieval Spanish literature. Lexington 1984, ISBN 0-8131-1449-7.
- Dawn of a dynasty. The life and times of Infante Manuel of Castile. Toronto 2020, ISBN 1-4875-0460-8.